# Canton de Collonges
Le canton de Collonges est une ancienne division administrative française, située dans le département de l'Ain en région Auvergne-Rhône-Alpes.

## Géographie
Ce canton était organisé autour de Collonges dans l'arrondissement de Gex. Son altitude variait de 326 m pour Pougny à 1 692 m pour Chézery-Forens, avec une moyenne de 535 m.

## Histoire

Localisation du canton dans l'Ain avant 2015

Conformément au décret du 13 février 2014, en application de la loi du 17 mai 2013 prévoyant le redécoupage des cantons français, le canton disparaît à l'issue des élections départementales de mars 2015. Il est englobé dans le nouveau canton de Thoiry, à l'exception des communes de Confort et de Lancrans rattachées au canton de Bellegarde-sur-Valserine modifié.

## Représentation

### Conseillers généraux de 1833 à 2015
| Période | Période      | Identité                     | Étiquette       | Qualité |
| ------- | ------------ | ---------------------------- | --------------- | --- |
| 1833    | 1851 (décès) | François Beau                |                 | Maître de poste à Collonges |
| 1851    | 1855 (décès) | Joseph Béatrix               |                 | Ancien chef de bataillon de la Garde nationale du canton de Collonges Propriétaire, maire de Collonges, conseiller d'arrondissement |
| 1855    | 1865 (décès) | Henri Vicaire                |                 | Directeur général de l'administration des forêts                                                                                    |
| 1865    | 1892         | Joseph Marion                | Républicain     | Notaire - Propriétaire à Vanchy |
| 1892    | 1908 (décès) | Eugène Bizot                 | Rad.            | Avocat puis magistrat Député (1889-1908)                                                                                            |
| 1908    | 1933 (décès) | Ernest Crépel                | Rad.            | Industriel - Maire de Pougny, conseiller d'arrondissement Député (1908-1919)                                                        |
| 1934    | 1940         | Lucien Michaux               | Rad.            | Imprimeur Maire de Collonges |
|         |              |                              |                 | |
| 1945    | 1958         | Joseph Rey                   | DVG puis SFIO   | Négociant Maire de Coupy |
| 1958    | 1975 (décès) | Maurice Jacquinot            | Rad.            | Maire de Collonges |
| 1975    | 1982         | Georges Gourgier (1922-2002) | DVD puis UDF-PR | Maire de Péron |
| 1982    | mars 2015    | Daniel Juliet                | DVD             | Cadre technico-commercial Maire de Farges                                                                                           |

### Conseillers d'arrondissement (de 1833 à 1940)
Le canton de Collonges avait trois conseillers d'arrondissement.
| Période                                  | Période      | Identité                                   | Étiquette           | Qualité |
| ---------------------------------------- | ------------ | ------------------------------------------ | ------------------- | --- |
| 1833                                     | 1836         | François Dépery (1780-1858)                |                     | Propriétaire, cultivateur, maire de Challex                                                                 |
| 1833                                     | 1841 (décès) | Louis Joseph Stanislas Marinet (1784-1841) |                     | Avocat, propriétaire à Lancrans                                                                             |
| 1833                                     | 1851         | Joseph Béatrix (1781-1855)                 |                     | Notaire à Collonges                                                                                         |
| 1836                                     | >1844        | Antoine Calixte Coursier (1801-1874)       |                     | Juge de paix à Collonges                                                                                    |
| 1842                                     | >1844        | Claude Ribiolet (1794-1859)                |                     | Vétérinaire, maire de Collonges                                                                             |
|                                          |              |                                            |                     | |
| 1848                                     | 1852         | Claude Ribiolet                            |                     | Vétérinaire                                                                                                 |
| 1848                                     | 1855         | Calixte Coursier                           |                     | Juge de paix                                                                                                |
| 1848                                     | 1855         | Joseph Marion                              |                     | Propriétaire et maire de Lancrans                                                                           |
| 1852                                     | 1861         | J.M.E. Gauthier                            |                     | Médecin |
| 1855                                     | 1861         | M. Descombes                               |                     | |
| 1855                                     | 1883 (décès) | Georges-Victorin Bizot (1820-1883)         |                     | Propriétaire, maire de Collonges, Président du Conseil d'arrondissement                                     |
| 1861                                     | 1867         | Joseph Marion                              |                     | Notaire à Lancrans                                                                                          |
| 1861                                     | 1871         | Aimé Michaud                               |                     | Docteur-médecin à Péron                                                                                     |
| 1867                                     |              | Joseph Lançon                              |                     | Notaire à Collonges, maire de Saint-Jean-de-Gonville                                                        |
| 1871                                     | 1877         | M. Blanc                                   |                     | Maire de Collonges                                                                                          |
| 1877                                     | 1890         | François Lacroix                           |                     | Propriétaire à Vanchy                                                                                       |
| 1883                                     | 1892         | Eugène Bizot                               |                     | Substitut à Nantua                                                                                          |
| 1890                                     | 1901         | Alphonse Lançon                            | Républicain         | Maire de Thoiry                                                                                             |
| 1892                                     | 1934         | Jacques Levrat                             | Républicain Radical | Maire de Péron                                                                                              |
| 1892                                     | 1904         | Achille Moine                              | Républicain         | Maire de Lancrans                                                                                           |
| 1901                                     | 1908         | Ernest Crépel                              | Radical             | Industriel, maire de Pougny                                                                                 |
| 1904                                     | 1919         | Ambroise Villard (1860-1926)               | Radical             | Industriel (scierie), maire de Coupy                                                                        |
| 20 déc. 1908                             | 1934         | Jean Demornex                              | Radical             | Propriétaire à Saint-Jean-de-Gonville                                                                       |
| 1919                                     | 1925         | François Grosbégnin                        |                     | Propriétaire à Chézery                                                                                      |
| 1925                                     | 1940         | Ernest Vollerin                            | Radical             | Propriétaire, maire de Lancrans                                                                             |
| 1934                                     | 1940         | Louis Demornex                             | Radical             | Propriétaire à Saint-Jean-de-Gonville                                                                       |
| 1934                                     | 1940         | Albert Bouzoud                             | Radical             | Maire de Challex                                                                                            |
| 1940                                     |              |                                            |                     | Les conseils d'arrondissement ont été suspendus par la loi du 12 octobre 1940 et n'ont jamais été réactivés |
| Les données manquantes sont à compléter. |              |                                            |                     | |

## Composition
Lors de sa dissolution, le canton de Collonges regroupait dix communes :
| Nom                    | Code Insee | Intercommunalité              | Population (dernière pop. légale) |
| ---------------------- | ---------- | ----------------------------- | --------------------------------- |
| Collonges (chef-lieu)  | 01109      | CA Pays de Gex Agglo          | 2 163 (2014)                      |
| Challex                | 01078      | CA Pays de Gex Agglo          | 1 377 (2014)                      |
| Chézery-Forens         | 01104      | CA Pays de Gex Agglo          | 461 (2014)                        |
| Confort                | 01114      | CC Terre Valserhône l'interco | 563 (2014)                        |
| Farges                 | 01158      | CA Pays de Gex Agglo          | 972 (2014)                        |
| Lancrans               | 01205      | CC Terre Valserhône           | 1 028 (2014)                      |
| Léaz                   | 01209      | CA Pays de Gex Agglo          | 687 (2014)                        |
| Péron                  | 01288      | CA Pays de Gex Agglo          | 2 489 (2014)                      |
| Pougny                 | 01308      | CA Pays de Gex Agglo          | 818 (2014)                        |
| Saint-Jean-de-Gonville | 01360      | CA Pays de Gex Agglo          | 1 586 (2014)                      |

Lors de sa création, le canton comptait une onzième commune, Vanchy, renommée Coupy en 1907 avant d'être rattachée en 1966 à la commune de Bellegarde-sur-Valserine, chef-lieu du canton voisin.

## Démographie
| 1962  | 1968  | 1975  | 1982  | 1990  | 1999  | 2006  | 2011   | 2012   |
| ----- | ----- | ----- | ----- | ----- | ----- | ----- | ------ | ------ |
| 5 350 | 5 639 | 6 365 | 6 580 | 7 411 | 8 431 | 9 459 | 11 319 | 11 647 |